# Levi Woodbury
Levi Woodbury (ur. 22 grudnia 1789 w Francestown, zm. 4 września 1851 w Portsmouth) – amerykański prawnik i polityk, senator Stanów Zjednoczonych ze stanu New Hampshire, sekretarz skarbu, sekretarz Marynarki Wojennej, sędzia Sądu Najwyższego Stanów Zjednoczonych.

## Kariera polityczna
W latach 1823–1824 pełnił funkcję gubernatora stanu New Hampshire.
W latach 1825–1831 reprezentował stan New Hampshire w Senacie Stanów Zjednoczonych, gdzie w latach 1827–1831 (dwie kadencje Kongresu Stanów Zjednoczonych) pełnił funkcję przewodniczącego senackiej komisji do spraw handlu. Na specjalnej sesji 29 kadencji Kongresu Stanów Zjednoczonych przez 10 dni pełnił funkcję przewodniczącego senackiej komisji do spraw finansów, co jest najkrótszym przewodnictwem w historii.
Po opuszczeniu senatu, w latach 1831–1834 pełnił funkcję sekretarza marynarki wojennej Stanów Zjednoczonych w gabinecie prezydenta Andrew Jacksona. Następnie został sekretarzem skarbu Stanów Zjednoczonych. Funkcję tę pełnił w latach 1834–1841 najpierw w gabinecie prezydenta Andrew Jacksona, a następnie również w gabinecie Martina Van Burena.
W 1841 roku powrócił do Senatu Stanów Zjednoczonych jako przedstawiciel New Hampshire gdzie zasiadał do 1845 roku, gdy ustąpił po tym gdy od prezydenta Jamesa Polka otrzymał nominację na sędziego Sądu Najwyższego Stanów Zjednoczonych. Senat formalnie zaakceptował jego kandydaturę 23 września 1845 roku.
Funkcję sędziego Sądu Najwyższego Stanów Zjednoczonych sprawował przez prawie 6 lat, do śmierci 4 września 1851 roku.
Od jego nazwiska pochodzi nazwa hrabstwa Woodbury w stanie Iowa oraz miasta Woodbury w Minnesocie.